# Édouard Daliphard
Michel Louis Édouard Daliphard, né à Rouen le 24 septembre 1833 et mort dans la même ville le 11 août 1877, est un peintre français.

## Biographie

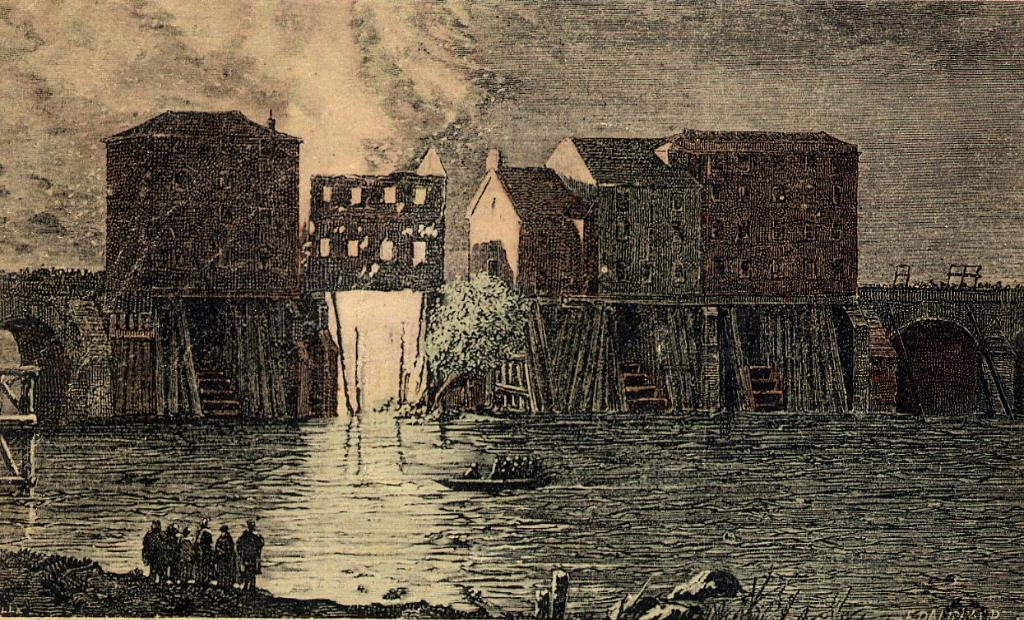
Incendie du moulin de l'arche 14 (moulin Duvivier) dans la nuit du 2 au 3 novembre sur l'ancien pont de Poissy, novembre 1869, gravure d'après Édouard Daliphard.

Fils d'un négociant, Édouard Daliphard étudie au collège royal de Rouen et obtient les palmes du Bachelier. Il étudie d'abord le droit à Paris, et commence à travailler comme clerc de notaire chez Maître Allard à Rouen. Son goût pour le dessin (acquis par l'enseignement de M. Delaunay) le détourne de cette voie et le conduit à l'école des beaux-arts de Rouen dans l'atelier de Gustave Morin. Vers 1859, il quitte Rouen et rejoint les Pays-Bas et la Belgique. Il étudie à l'école d'Anvers, de la Haye, d’Amsterdam, de Rotterdam et à l'Académie de Bruxelles dans l'atelier de Joseph Quinaux. Il y parfait sa représentation de sujets paysagers.

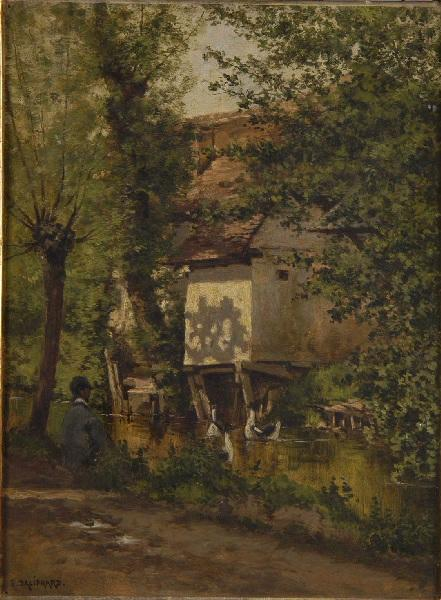
Bords de la Bresle à Blangy (1874), musée des Beaux-Arts de Reims.

Ne se sentant pas prêt, il ne présente des œuvres qu'à partir de 1862 au Salon municipal de Rouen. Il présente Vue prise à Poissy et Entrée d'un village dans la Campine au Salon de 1864. En 1867, il envoie ses croquis à l'album autographique L'Art en 1866, dans lequel est publié Une mare et La Grange Saint-Louis, qui ne parviennent pas à convaincre Alfred Darcel, du Journal de Rouen — pourtant admirateur de Daliphard. La même année, il représente ces mêmes toiles accompagnées de Une matinée de printemps dans la vallée de la Bresle au Salon de Rouen et du Havre. Il obtient une médaille de bronze à ce dernier Salon.
En 1868, son père meurt à Blangy-sur-Bresle, ville d'origine de la famille. Sa mère meurt l'année suivante. Ces pertes affectent l'artiste qui utilisera son héritage pour financer la réalisation d'une bibliothèque municipale à Blangy.
Il obtient une médaille de 3e classe au Salon de 1873. Il expose trois toiles au Salon de 1874 : Le Printemps au cimetière (cimetière de Blangy), Notre-Dame de Paris et La Seine au bac de Juziers. En 1875, il y présente La Mélancolie qui lui vaut une médaille et qui est acquise par le musée des Beaux-Arts de Rouen. Il expose une Entrée de village au crépuscule au Salon de 1876.
À la vente de son atelier en janvier 1877, le musée des Beaux-Arts de Rouen fait l'acquisition du tableau Le Printemps au cimetière.
En 1877, il est membre du cercle rouennais de la Ligue de l'enseignement.
Il habite 1, rue de Paris à Poissy dans les années 1860, puis 18, rue de la Glacière à Paris.
Édouard Daliphard effectue un long séjour en Orient, d’où il rapporte de nombreuses études et des aquarelles.
Vivant entre Blangy, Rouen et Paris, il néglige la peinture — particulièrement une série de 52 estampes de monuments anciens du vieux Rouen — au profit de la politique. Il ambitionne d'accéder à la députation mais il meurt en 1877 d'une maladie rapide. Ses obsèques sont célébrées dans l'église Saint-Godard de Rouen. Il repose au cimetière monumental de Rouen.
Son fonds d'atelier est vendu aux enchères à Blangy-sur-Bresle le 26 mai 1878.
La rue aux juifs de Blangy-sur-Bresle qu'il peint dans les années 1870 dans Bords de la Bresle à Blangy, porte aujourd'hui son nom. Il existe également une rue Daliphard à Rouen à partir de 1833 qui rend probablement hommage à son père, négociant et notable Blangeois, exerçant à Rouen.

## Œuvres dans les collections publiques
- Reims, musée des Beaux-Arts : 
  - Bords de la Bresle à Blangy (Seine-Inférieure), 1874, huile sur toile, 32,7 × 24,5 cm[10]. Ce tableau représente la Bresle qui longe l'ancienne rue aux Juifs (aujourd'hui rue Daliphard) de Blangy-sur-Bresle ;
  - Bords de la Seine à Migneaux, près de Poissy, 1872, huile sur toile, 40,6 × 32,5 cm[11].
- Rouen, musée des Beaux-Arts :
  - Un cimetière au printemps, dit aussi Les printemps au cimetière, souvenir de Normandie, 1874, huile sur toile, 110 × 160 cm. Ce tableau représente l'ancien cimetière (aujourd'hui disparu) de Blangy-sur-Bresle sur la butte Saint-Denis[12] ;
  - Mélancolie, 1875, huile sur toile, 99,5 × 200 cm[13] ;
  - Paysage, avant 1877, huile sur toile, 24,2 × 35 cm. Œuvre dédicacée à Jules Hédou, peintre rouennais et ami d’Édouard Daliphard. Jules Hédou le lègue à la commune à sa mort[14].